# Catedrala Sfântul Florian din Vaduz
Catedrala „Sfântul Florian” (în germană Kathedrale St. Florin) este o biserică cu o arhitectură neogotică din Vaduz (capitala principatului Liechtenstein), care a fost clădită în anul 1873 după planurile arhitectului Friedrich von Schmidt (1825-1891). Patronul protector al catedralei este Sfântul Florian (Florinus von Remüs) din Matsch (Mals), care a trăit în secolul al VII-lea.
La origine o biserică parohială, ea a fost ridicată la statutul de catedrală în 1997, în urma creării Arhidiecezei de Vaduz de către papa Ioan Paul al II-lea, prin Constituția Apostorică Ad satius consulendum din 2 decembrie 1997.

## Orga „Rheinberger”
Marea orgă a fost construită în anii 1872-1874, în conformitate cu planurile compozitorului Josef Gabriel Rheinberger (1839-1901), de firma de construcții de orgi Steinmeyer.
Instrumentul a fost reconstruit și mărit în 1947, iar în 1979 a fost restaurat din nou de firma ORGELBAU Mathis.
Instrumentul are 48 de registre, trei manuale cu pedale.

## Necropola princiară
Catedrala adăpostește pe flancul său sudic necropola familiei princiale de Liechtenstein, terminată în 1960. Prințul Franz Josef al II-lea și soția sa, Georgina von Wilczek, ambii decedați în 1989, sunt înmormântați acolo. O altă prințesă consoartă de Liechtenstein, Elisabeth von Gutmann, este și ea înmormântată în această necropolă.